# Мономахов, Александр Владимирович
Алекса́ндр Влади́мирович Монома́хов (31 июля (12 августа) 1865 — 11 сентября 1919) — русский генерал, герой Первой мировой войны.

## Биография
Окончил Воронежский кадетский корпус (1883) и Николаевское кавалерийское училище (1885), откуда был выпущен корнетом в лейб-гвардии Гродненский гусарский полк.
Чины: поручик (1889), штабс-ротмистр (1891), ротмистр (1896), полковник (1904), генерал-майор (за отличие, 1914).
Заведывал полковой учебной командой, в течение восьми лет командовал эскадроном Гродненского полка. Затем командовал 13-м драгунским Военного Ордена полком (1908—1914).
23 марта 1914 года был назначен командиром 1-й бригады 11-й кавалерийской дивизии, с которой вступил в Первую мировую войну. Пожалован Георгиевским оружием
За то, что 11 авг. 1914 г. в кавалерийском бою лично повел значительную часть своей бригады в конную атаку и, доведя её до удара холодным оружием, опрокинул венгерских гусар, насевших на нашу конную артиллерию.
В мае 1917 временно был командующим Заамурской конной дивизией, 22 мая был назначен командиром 8-й кавалерийской дивизии.
После объявления Красного террора был взят в заложники Харьковской ЧК. При оставлении Харькова во время наступления ВСЮР был вывезен через Сумы в Орел, где зарублен в числе других харьковских заложников.

## Награды
- Орден Святого Станислава 3-й ст. (1895);
- Орден Святой Анны 3-й ст. (1903);
- Орден Святого Станислава 2-й ст. (1907);
- Орден Святой Анны 2-й ст. (1911);
- Орден Святого Владимира 3-й ст. с мечами (1915);
- Орден Святого Станислава 1-й ст. с мечами (ВП 15.02.1915);
- Георгиевское оружие (ВП 09.03.1915);
- Орден Святой Анны 1-й ст. с мечами (ВП 15.03.1915).